# Глан-Мюнхвайлер
Глан-Мюнхвайлер (нім. Glan-Münchweiler) — громада в Німеччині, розташована в землі Рейнланд-Пфальц. Входить до складу району Кузель. Центр об'єднання громад Глан-Мюнхвайлер.
Площа — 5,99 км2. Населення становить 1248 ос. (станом на 31 грудня 2020).

## Галерея

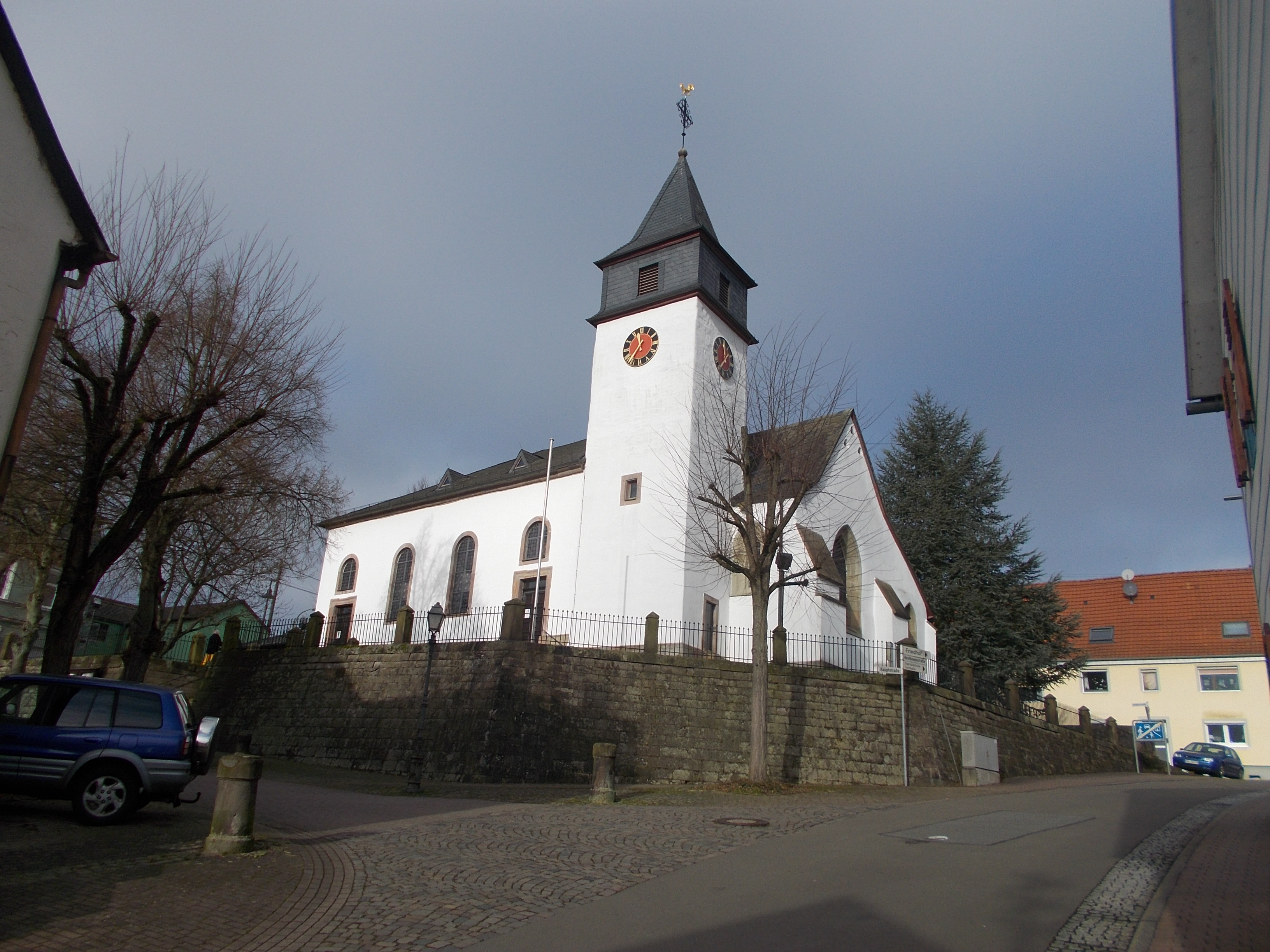
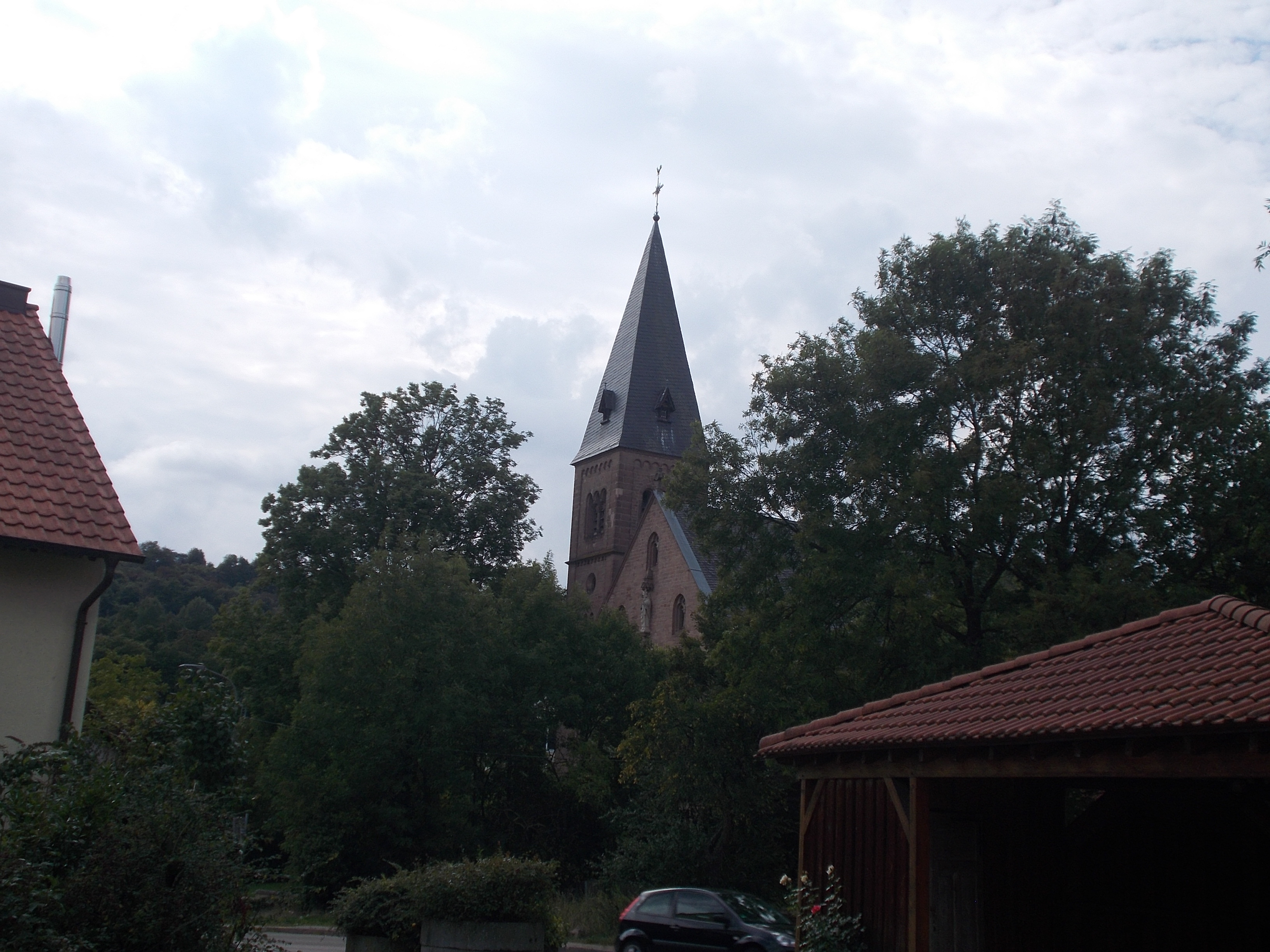
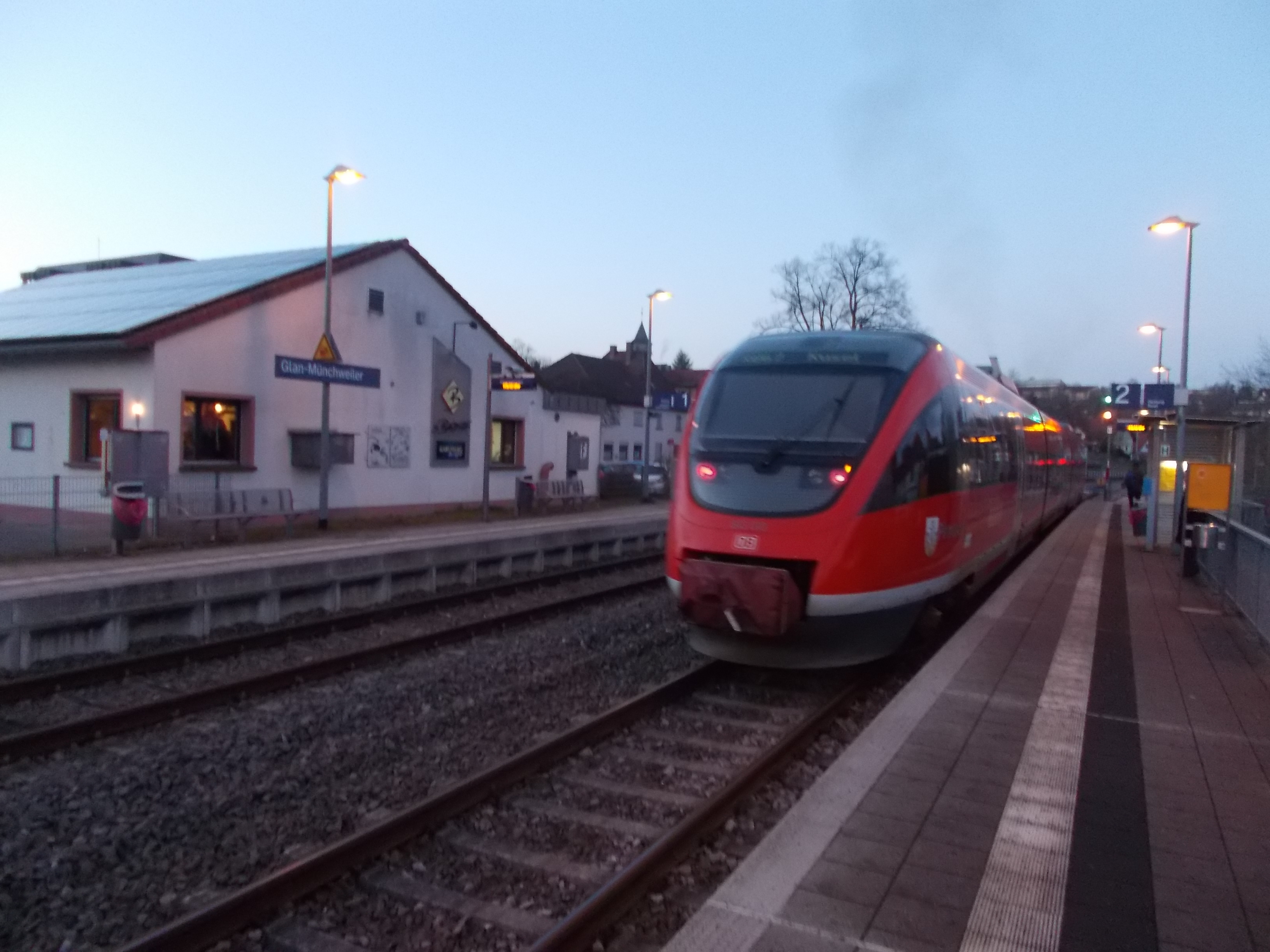
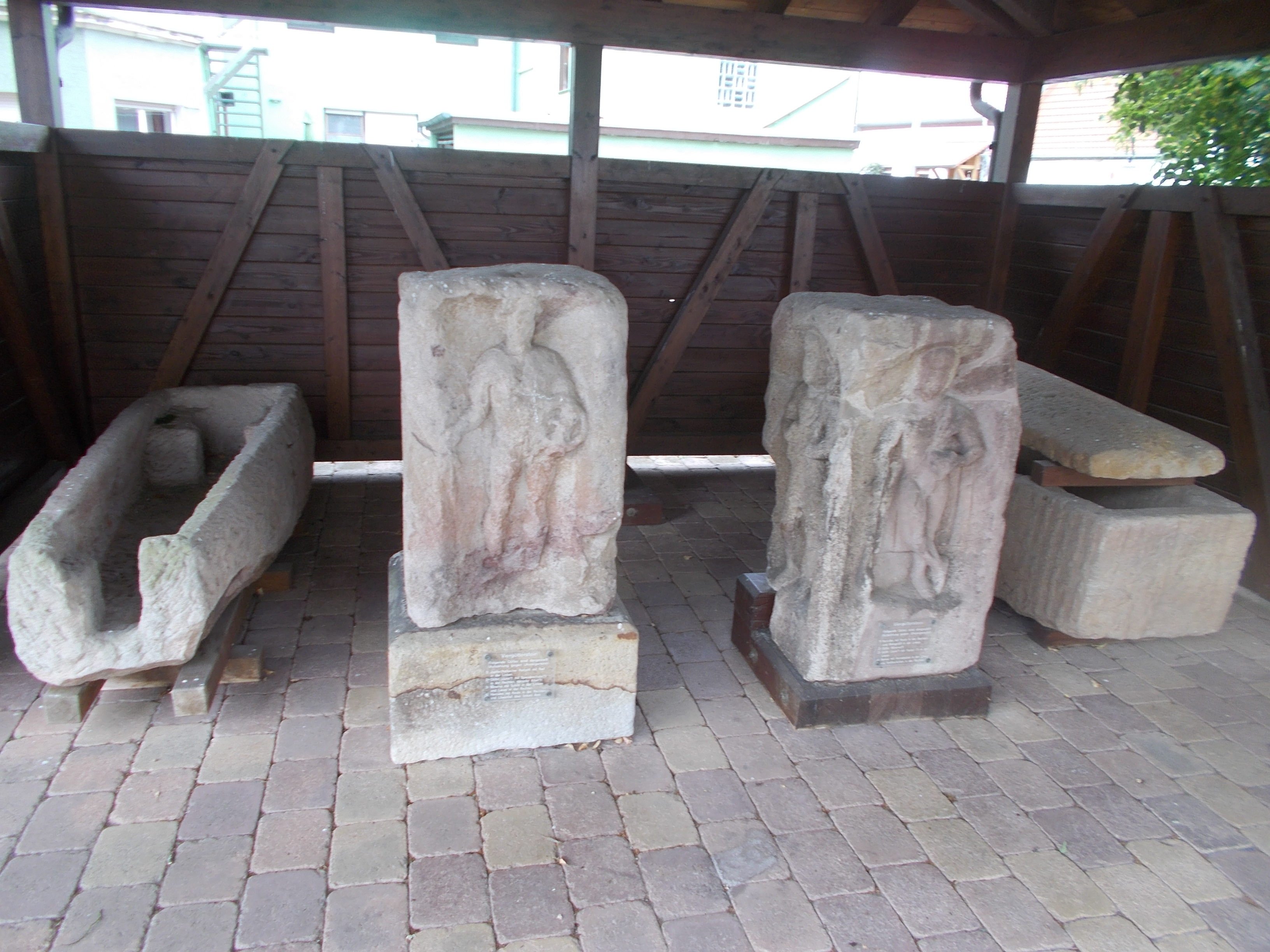